# Butylzinntrichlorid
Butylzinntrichlorid ist eine chemische Verbindung aus der Gruppe der zinnorganischen Verbindungen.

## Gewinnung und Darstellung
Butylzinntrichlorid kann durch Umverteilungsreaktion von Tetrabutylzinn und Zinn(IV)-chlorid einem 1:3-Verhältnis gewonnen werden, wobei eine Mischung von Chlorbutylzinnverbindungen entsteht (Kocheshkov-Umlagerung):
{\displaystyle \mathrm {Sn(C_{4}H_{9})_{4}+\ 3\ SnCl_{4}\ {\xrightarrow {}}\ 4\ Sn(C_{4}H_{9})Cl_{3}} }
Ebenfalls möglich ist die Darstellung durch Reaktion von Zinn(IV)-chlorid mit Butylmagnesiumchlorid.
Die Verbindung tritt auch als Metabolit von Tributylzinnchlorid auf.

## Eigenschaften
Butylzinntrichlorid ist eine feuchtigkeitsempfindliche, wenig flüchtige, gelbe Flüssigkeit, die löslich in Wasser ist. Es hat in Benzol ein Dipolmoment von 4,28 Debye.

## Verwendung
Butylzinntrichlorid wird zur Beschichtung von Glas zur Verbesserung der Abriebfestigkeit und Bruchfestigkeit von Glasflaschen verwendet. Obwohl die Verbindung alleine weniger wirksam als Dialkylzinnverbindungen als PVC-Stabilisator ist, erhöht bei Zugabe in Mengen von 5–20 Gewichtsprozent ein synergistischer Effekt auf die Stabilisatorwirksamkeit der Dialkylzinnverbindungen und wird deshalb für diesen Zweck eingesetzt. Monoalkylzinn-Verbindungen, zu denen Butylzinntrichlorid gehört, werden auch als Katalysatoren für die Herstellung von PUR-Schaumkunststoffen und Siliconen, als Veresterungskatalysatoren und zur Hydrophobierung von Textilien eingesetzt.

## Sicherheitshinweise
Die Dämpfe von Butylzinntrichlorid können mit Luft ein explosionsfähiges Gemisch (Zündtemperatur 560 °C) bilden.
Butylzinntrichlorid wurde 2015 von der EU gemäß der Verordnung (EG) Nr. 1907/2006 (REACH) im Rahmen der Stoffbewertung in den fortlaufenden Aktionsplan der Gemeinschaft (CoRAP) aufgenommen. Hierbei werden die Auswirkungen des Stoffs auf die menschliche Gesundheit bzw. die Umwelt neu bewertet und ggf. Folgemaßnahmen eingeleitet. Ursächlich für die Aufnahme von Butylzinntrichlorid waren die Besorgnisse bezüglich Verbraucherverwendung, Umweltexposition, Exposition von Arbeitnehmern, hoher (aggregierter) Tonnage und weit verbreiteter Verwendung sowie der Gefahren ausgehend von einer möglichen Zuordnung zur Gruppe der PBT/vPvB-Stoffe und der möglichen Gefahren durch mutagene und reproduktionstoxische Eigenschaften. Die Neubewertung wurde abgebrochen.